# Guillaume Bosschaert
Guillaume Jacques Joseph Bosschaert (Brussel, 1737 – aldaar, 14 december 1815) was een Zuid-Nederlands museumconservator, jurist en kunstschilder. In zijn bewogen carrière werkte hij mee aan de export van Belgische kunst naar Wenen en Parijs, maar bewerkstelligde hij ook de terugkeer van enkele meesterwerken naar het Museum voor Schone Kunsten van Brussel, waarvan hij de eerste conservator was. 

## Leven
Bosschaert, afkomstig uit de kleine adel, studeerde rechten aan de Leuvense universiteit en werd griffier in de schepenbank van Ukkel. Hij was artistiek aangelegd en werd mogelijk opgeleid door zijn vriend Cornelis Lens. Met gevolmachtigd minister Cobenzl, die hem in dienst nam als secretaris, maakte hij verschillende reizen door Europa. 
Na Cobenzls dood in 1770 wijdde Bosschaert zich volledig aan de kunsten. Hij stichtte in 1779 een artistiek gezelschap als reactie op het beleid van de Kunstacademie Brussel. Ook wierp hij zich op als expert in de kunsthandel. In 1782 aanvaardde Bosschaert een opdracht van graaf d'Angevillers om in München kunstwerken te gaan kopen voor de galerij van Versailles. In die tijd kwam door de kloosteropheffingen van keizer Jozef II weer massaal kerkelijke kunst op de markt, na een eerdere golf in 1773 bij de afschaffing van de jezuïeten. Een eerste inventaris repertorieerde zo'n 2.300 aangeslagen kunstobjecten. Bosschaert kreeg de delicate taak om de mindere werken te verkopen en de beste te behouden voor de Weense galerij van de keizer. Hij leidde de verkoop in 1785. Voorts zetelde hij in de hertogelijke raad van Lodewijk Engelbert van Arenberg. De blinde hertog, die gepassioneerd was door kunst, nam hem in 1791 mee naar Italië. 
De verovering van de Oostenrijkse Nederlanden door het revolutionaire Frankrijk leidde in 1794 tot een grootschalige kunstroof. Ruim 200 meesterwerken werden afgevoerd naar Parijs. Door nieuwe kloostersluitingen puilde het Oude Hof uit van geseculariseerde kunst die als nationaal goed toeviel aan de staat. De kunstcollectie in het paleis raakte verbonden met de nieuwe École centrale, die er in 1797 werd ondergebracht. Schoolbestuurder Charles de la Serna Santander vatte het plan op om rond de circa 1500 werken in de depots een museum te bouwen. Hij belegde hierover een vergadering met François-Joseph Janssens en Guillaume Bosschaert. Die laatste selecteerde ongeveer honderd stukken voor de verzameling en werd op 13 oktober 1798 officieel aangesteld tot conservator van het museum van de École centrale, dat echter beperkt toegankelijk was. Met grote vasthoudendheid stortte hij zich op zijn droom. Dankzij het Besluit Chaptal kreeg Brussel in 1801 de toezegging van een regionaal museum, en het volgende jaar kwamen zelfs enkele afgevoerde werken terug uit het Louvre. Het zal met voldoening geweest zijn dat de conservator in 1803 de opening van zijn langverbeide publieksmuseum beleefde. 
Ondertussen had Bosschaert ook een ander project tot een goed einde gebracht, namelijk de heropening van de kunstacademie, die door het Franse bewind was gesloten ten voordele van de Ecole centrale. De conservator leidde het heropende instituut en sprak jaarlijks de openingsrede uit. Daarnaast organiseerde hij mee de stedelijke salons. Hij was de spil van de Brusselse kunstwereld en was ook actief in de gemeenteraad, waar hij zetelde in 1801-1802 en 1811-1813.
Na de eeuwwisseling haalde Bosschaert de banden met de hertog van Arenberg weer aan. Van hun correspondentie in de periode 1802-1816 zijn een honderdtal brieven bewaard. De conservator organiseerde tentoonstellingen van Arenbergs rijke kunstcollectie en behoorde tot de intieme vriendenkring die de hertog op zijn reizen vergezelde, waarbij het zijn taak was gebouwen en landschappen vast te leggen op doek. In 1808 stuurde de hertog Bosschaert naar Martinique om prospectie te doen voor het huwelijk van zijn zoon Prosper Lodewijk van Arenberg met Stephanie Tascher de la Pagerie.
Deze bezigheden weerhielden Bosschaert niet van zijn levenstaak. Zijn verwoede correspondentie en bezoeken aan Parijs droegen ertoe bij dat in 1811 een tweede zending kunst terugkeerde. Maar de bekroning van zijn volhardendheid mocht hij niet meer meemaken, want hij stierf kort vóór Lodewijk XVIII de Vlaamse kunst restitueerde aan wat inmiddels het Verenigd Koninkrijk der Nederlanden heette.

## Portretten
De KMSKB bezitten twee portretbustes van Bosschaert, één uit 1815 door Gilles-Lambert Godecharle en één uit 1844 door Pierre Puyenbroeck.